# Francesco Carnelutti (attore)
Francesco Carnelutti (Venezia, 8 aprile 1936 – Roma, 26 novembre 2015) è stato un attore e doppiatore italiano.

## Biografia
Esordì nel 1969 nel ruolo di un cantastorie in La monaca di Monza. Successivamente apparve al fianco di Monica Vitti ne La pacifista (1970) e in Mimì Bluette... fiore del mio giardino (1976). Nel 1978 recitò nello sceneggiato Il balordo, tratto dal romanzo di Piero Chiara, realizzato per la rete 2, interpretando Fulgenzio, il ciabattino filosofo al fianco di Tino Buazzelli. 
Nel 2006 partecipò alla trasposizione cinematografica dell'omonimo romanzo di Dan Brown Il codice Da Vinci (2006) con Tom Hanks e Jean Reno, nel ruolo di un alto prelato coinvolto nel complotto argomentato nel romanzo. Padre dell'attrice e doppiatrice Valentina Carnelutti e dell'architetto Viola Carnelutti, ha inoltre doppiato attori come Christopher Walken, Marlon Brando, Donald Sutherland e Anthony Hopkins (in particolare doppiato sempre da Dario Penne nei diversi film).
Morì a Roma il 26 novembre 2015, all'età di 79 anni.

## Filmografia

### Cinema
- La monaca di Monza, regia di Eriprando Visconti (1969)
- La pacifista, regia di Miklós Jancsó (1970)
- Irene, Irene, regia di Peter Del Monte (1975)
- Amore grande, amore libero, regia di Luigi Perelli (1976)
- Il maestro di violino, regia di Giovanni Fago (1976)
- Per questa notte, regia di Carlo Di Carlo (1977)
- Mimì Bluette... fiore del mio giardino, regia di Carlo Di Palma (1977)
- Goodbye & Amen, regia di Damiano Damiani (1977)
- Concorde Affaire '79, regia di Ruggero Deodato (1979)
- Stark System, regia di Armenia Balducci (1980)
- Alessandro il Grande, regia di Theo Angelopoulos (1980)
- Priest of Love, regia di Christopher Miles (1981)
- Il quartetto Basileus, regia di Fabio Carpi (1982)
- Canto d'amore, regia di Elda Tattoli (1982)
- Domani si balla!, regia di Maurizio Nichetti (1983)
- Assisi Underground (The Assisi Underground), regia di Alexander Ramati (1985)
- L'ultima mazurka, regia di Gianfranco Bettetini (1986)
- Il caso Moro, regia di Giuseppe Ferrara (1986)
- Il ventre dell'architetto (The Belly of an Architect), regia di Peter Greenaway (1987)
- L'inchiesta, regia di Damiano Damiani (1987)
- Barbablù, Barbablù, regia di Fabio Carpi (1987)
- Donna d'ombra, regia di Luigi Faccini (1988)
- Ma non per sempre, regia di Marzio Casa (1991)
- L'amore necessario, regia di Fabio Carpi (1991)
- Carillon, regia di Ciriaco Tiso (1993)
- Venti dal Sud, regia di Enzo Doria (1994)
- Ultimo confine, regia di Ettore Pasculli (1994)
- L'estate di Bobby Charlton, regia di Massimo Guglielmi (1995)
- A ridosso dei ruderi, i Trionfi, regia di Franco Brocani (1997)
- Mare largo, regia di Ferdinando Vicentini Orgnani (1998)
- L'amore imperfetto, regia di Giovanni David Maderna (2002)
- Ilaria Alpi - Il più crudele dei giorni, regia di Ferdinando Vicentini Orgnani (2002)
- La setta dei dannati (The Order), regia di Brian Helgeland (2003)
- Hannover, regia di Ferdinando Vicentini Orgnani (2003)
- Il codice da Vinci (The Da Vinci Code), regia di Ron Howard (2006)
- Il nascondiglio, regia di Pupi Avati (2007)
- Imago mortis, regia di Stefano Bessoni (2008)
- Spring, regia di Justin Benson (2014)
- The Young Messiah, regia di Cyrus Nowrasteh (2015)

### Cortometraggi
- Amore senza filtro, regia di Valentino Innocente (2005)
- Polvere, regia di Ivan Gergolet (2009)
- Non temere, regia di Marco Calvise (2015)
- Neuf cordes, regia di Ugo Arsac (2015)

### Televisione
- L'inno di Mameli – film TV (1970)
- L'esperimento, regia di Dante Guardamagna – film TV (1971)
- Astronave Terra, regia di Alberto Negrin – film TV (1971)
- Lungo il fiume e sull'acqua – serie TV, 5 episodi (1973)
- Dedicato a un medico – miniserie TV, 3 episodi (1974)
- L'olandese scomparso – miniserie TV, 3 episodi (1974)
- Una spia del regime – miniserie TV (1977)
- Una devastante voglia di vincere – miniserie TV (1976)
- Il balordo – miniserie TV (1978)
- Ho visto uccidere Ben Barka – miniserie TV (1978)
- La promessa, regia di Alberto Negrin – film TV (1979)
- Patto con la morte – miniserie TV (1982)
- Storia d'amore e d'amicizia – serie TV (1982)
- Scarlatto e nero (The Scarlet and the Black), regia di Jerry London – film TV (1983)
- Venti di guerra (The Winds of War) – miniserie TV, 1 episodio (1983)
- La primavera di Michelangelo (A Season of Giants), regia di Jerry London – film TV (1990)
- Abramo – miniserie TV, 2 episodi (1994)
- Slave of Dreams, regia di Robert M. Young – film TV (1995)
- I giudici - Excellent Cadavers, regia di Ricky Tognazzi – film TV (1999)
- Il papa buono, regia di Ricky Tognazzi – film TV (2003)
- Madre Teresa – miniserie TV (2003)
- Don Matteo – serie TV, episodio Campagna elettorale (2004)
- R.I.S. 5 - Delitti imperfetti – serie TV, episodio 5x12 (2009)

## Doppiaggio
- Christopher Walken in Kangaroo Jack - Prendi i soldi e salta, Dietro l'angolo, L'uomo dell'anno
- Anthony Hopkins in Charlot, August
- Robert Duvall in Rosa Scompiglio e i suoi amanti
- Richard Dreyfuss in Il presidente - Una storia d'amore
- Rutger Hauer in La leggenda del santo bevitore
- Charles Dance in La valle di pietra
- Marlon Brando in Don Juan De Marco - Maestro d'amore
- Michael Lonsdale in Il villaggio di cartone
- Jack Lemmon in Hamlet
- Donald Sutherland in Lost Angels
- Donal McCann in The Dead - Gente di Dublino
- Nigel Terry in Caravaggio, Edoardo II, Blue
- Om Puri in Codice 46
- Jean-Louis Trintignant in La terrazza
- Daniel Olbrychski in Decalogo 3
- Piotr Machalica in Decalogo 9
- Vadim Glowna in Hanna Flanders
- Ian McShane in Gesù di Nazareth
- Frank Finlay in Carlo Magno
- Chakashi in Atlantis - Il ritorno di Milo